# Раадт, Тео де
Теодор (Тео) де Раадт (Theo de Raadt, [θio dε rɔt], род. 19 мая 1968 года в Претории, Южная Африка) —  канадский программист и хакер. Проживает в городе Калгари, в одной из десяти провинций Канады — Альберта. Основатель и идейный лидер проектов OpenBSD и OpenSSH, также был одним из основателей проекта NetBSD. Конфликт с основной группой NetBSD в конце концов привёл к созданию проекта OpenBSD.

## Детство
Тео де Раадт — старший из четырёх детей в семье, у него два брата и одна сестра. Обеспокоившись обязательной двухлетней воинской повинностью, существовавшей на тот момент в Южной Африке, семья была вынуждена эмигрировать в Канаду, в город Калгари, в ноябре 1977 года. До переезда Тео получил свой первый компьютер Commodore VIC-20, который он вскоре поменял на Amiga. Именно на этих компьютерах он начинал разрабатывать программное обеспечение.
В 1992 году получил степень бакалавра по информатике в Университете Калгари.

## NetBSD
Проект NetBSD был основан в 1993 году Крисом Диметрио, Адамом Глассом, Чарльзом Ханнамом и Тео де Раадтом. Де Раадт был расстроен в скорости и качестве Jolix, а затем и Berkeley Software Distribution; он верил, что более открытая модель разработки должна принести больше пользы разработке операционной системы. Jolix, также известный как 386BSD, был ответвлением от оригинального университетского издания Беркли 4.3BSD, тогда как новый проект NetBSD должен был объединить важный код из релизов Networking/2 и 386BSD. Новый проект был сфокусирован на чистом, доступном, корректном коде с целью создания унифицированной, мультиплатформенной, пригодной для производственного применения, основанной на BSD операционной системы.
Из-за большого распространения сетей, например Internet, де Раадт предложил имя «NetBSD», с которым другие три основателя согласились.
Первый репозиторий NetBSD был открыт 21 марта 1993 года, а первый релиз, NetBSD 0.8, был выпущен уже 20 апреля. NetBSD 1.0 был выпущен 26 октября 1994 года, это был первый мультиплатформенный релиз с поддержкой следующих платформ: PC, HP 9000 Series 300, Amiga, m68k Macintosh, Sun-4c series and PC532.
Разгоревшийся спор о дальнейших путях развития проекта и его основных принципах привел через два года к конфликтной ситуации. Неуступчивость и бескомпромиссность де Раадта стали причиной того, что Тео де Раадт в один прекрасный день обнаружил, что не имеет больше доступа к проекту. Ему указали на дверь, и «Элвис покинул здание», не преминув громко ею хлопнуть, — де Раадт опубликовал переписку, в которой изложен весь процесс его удаления из проекта.

## OpenBSD
Вскоре после исключения из состава разработчиков NetBSD де Раадт нашёл способ реализации своих организаторских способностей, четырнадцатилетнего опыта системного программирования BSD-подобных операционных систем (в том числе, 10 лет в SunOS), а также, если так можно выразиться, реабилитации в глазах общественности. Не прошло и года, как разработчик инициирует создание проекта OpenBSD — ОС, основанной на коде NetBSD. Внутренний релиз (1.2) увидел свет в июле 1996 года, публичная версия 2.0 системы вышла в свет 18 октября. С этого момента новые релизы появляются каждые полгода.
Де Раадт более чем хорошо усвоил прежний урок и теперь руководит проектом OpenBSD довольно сносно, хотя поток жалоб от журналистов и интервьюеров на него не иссякает. Он гордится тем, что его проект не срывает сроки релизов. Что же касается проекта NetBSD, то из-за ошибок руководства он сейчас находится в незавидном положении.
Одна из основных целей, преследуемых проектом OpenBSD, — создание открытой, свободной от ограничений в плане распространения ОС. Чтобы этого добиться, для программного обеспечения, входящего в состав системы, решено использовать лицензии, схожие по условиям с лицензией BSD. В частности, лицензия BSD не накладывает каких бы то ни было ограничений на частное или коммерческое использование ПО, а лишь обязывает сохранять в модифицированных версиях упоминание об авторах и собственно текст лицензии. Следовательно, для основных компонентов системы допустимыми являются лицензии ISC, BSD, Apache (старая, не 2.0), MIT и аналогичные. А вот использование copyleft-лицензий, в частности самой распространённой в мире свободной лицензии GNU GPL, из-за их ограничивающего характера, воспрещается.
Впрочем, отдельные GPL-компоненты могут всё же присутствовать в тех случаях, когда им нет альтернативы с подходящей лицензией, а для создания удовлетворительной замены у команды OpenBSD не хватает возможностей. Самый яркий образец такого рода исключений — использование GNU Compiler Collection в качестве системного компилятора (в данный момент при поддержке разработчиков OpenBSD идёт развитие Portable C Compiler).
В июне 2001 года исходный текст системы и дерева портов был подвергнут тщательной лицензионной ревизии. Оказалось, что более сотни файлов «не обременены» лицензиями, неясно лицензированы или вообще используются без соблюдения условий лицензий, на которых распространяются. Во многих случаях участникам проекта приходилось обращаться к авторам используемого ПО для выяснения их позиции. Часто создатели соответствующих программ меняли лицензии на более либеральные, редко — код удалялся из исходных текстов OpenBSD или портов.

## Личность
Тео был приверженцем свободного программного обеспечения с тех пор, как основал OpenBSD, помимо этого он также сторонник свободы слова. Имел публичные разногласия с различным группами, от приверженцев Linux до правительств. Он очень амбициозный и прямой человек. Прямота Тео чаще всего становится причиной конфликтов. Де Раадт любит путешествовать по миру.